# Pomnik Jana Pawła II w Suwałkach

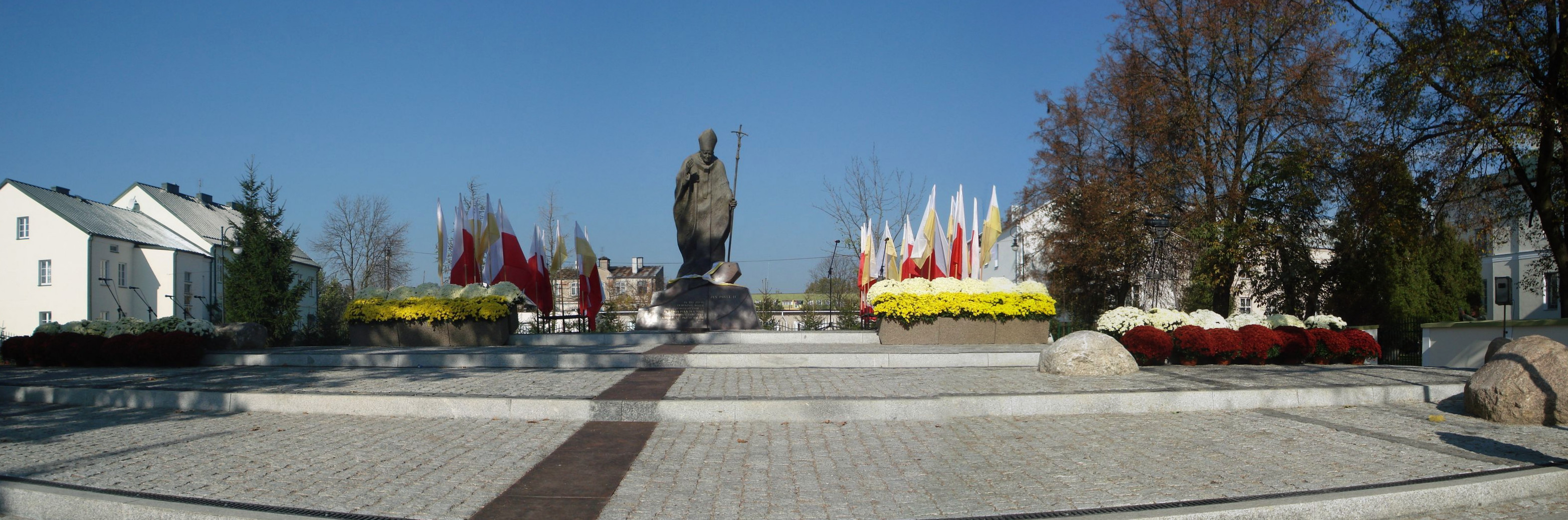
Pomnik Jana Pawła II w Suwałkach

Pomnik Jana Pawła II w Suwałkach – pomnik Jana Pawła II przy placu Józefa Piłsudskiego obok konkatedry św. Aleksandra w Suwałkach.

## Historia
Pomnik, upamiętniający pobyt papieża na Suwalszczyźnie w czerwcu 1999 roku, został odsłonięty 16 października 2007 przez biskupa ełckiego Jerzego Mazura oraz byłego prezydenta Suwałk Józefa Gajewskiego; dopełnieniem uroczystości był koncert muzyki poważnej w konkatedrze św. Aleksandra. Pomnik jest wykonany z brązu i usytuowany na granitowej podstawie; ma ona symbolizować pagórkowaty suwalski krajobraz. Autorem pomnika jest artysta rzeźbiarz Gustaw Zemła, twórca m.in. pomnika Jana Pawła II w Mistrzejowicach i pomnika Jana Pawła II w Krakowie  oraz pomnika Jana Pawła II w Katowicach.
Decyzję o budowie pomnika papieża Jana Pawła II podjęła Rada Miejska Suwałk na posiedzeniu w kwietniu 2005 roku. Honorowy komitet budowy pomnika, pod przewodnictwem prezydenta Józefa Grajewskiego, zebrał się po raz pierwszy w maju 2005 roku; w jego skład wchodził m.in. Andrzej Strumiłło. Budowa kosztowała ok. 300 tysięcy złotych, z czego 67 154,51 zł pochodziło ze zbiórki publicznej przeprowadzonej przez Społeczny Komitet Budowy Pomnika Papieża Jana Pawła II w Suwałkach. Pozostałe koszty budowy pomnika pokryto z budżetu miasta. Całkowity koszt budowy pomnika wraz z zagospodarowaniem placu wokół pomnika wyniósł ok. 1 127 000 złotych.
W rocznice śmierci Jana Pawła II pod pomnikiem składane są kwiaty; odbywają się tam uroczystości o charakterze kulturalno-religijnym (np. montaż słowno-muzyczny połączony z apelem w dniu 8 kwietnia 2010). Pod pomnikiem papieża odbywają się także obchody świąt państwowych (np. obchody Dnia Solidarności i Wolności w dniu 31 sierpnia 2010 roku).
Monument upamiętniający Jana Pawła II to jeden z dwóch najważniejszych pomników Suwałk; drugim jest obelisk ku czci Knuta Olofa Falka.